# Последний бой (песня)
«Последний бой» — песня Михаила Ножкина, написанная для киноэпопеи из пяти фильмов «Освобождение».

## История
Эта песня была написана Михаилом Ножкиным во время съемок фильма «Освобождение», где Ножкин исполнил роль командира штурмовой роты.
Первый фильм киноэпопеи вышел на экраны в 1969 году.
Когда снимали фильм «Освобождение», Михаил Иванович рассказывал, как во время войны жил во дворе Яузской больницы, одной из старейших в Москве. «Меня ставили на табуретку, — рассказывает Михаил Иванович, — я читал стихи, пел народные песни, частушки, плясал. Помню, как чья-то рука вдруг протягивала мне кусочек сахара или хлеба. И помню прекрасно эту огромную востребованность песни. И двор наш пел, и семья пела, и страна пела. И люди говорили о чем угодно, только не о войне, хорошие, светлые люди. Как-то так получилось, просто вспомнил вот этих ребят в госпитале…»
Последний раз сойдемся завтра в рукопашной,

Последний раз России сможем послужить.

А за нее и помереть совсем не страшно,

Хоть каждый все-таки надеется дожить!

Еще немного, еще чуть-чуть,

Последний бой — он трудный самый.

А я в Россию, домой хочу,

Я так давно не видел маму!

## Исполнители
В разное время песню исполняли:
- Клавдия Шульженко,
- Дмитрий Хворостовский,
- Иосиф Кобзон,
- Мики Евремович,
- Сергей Безруков,
- группа «Любэ»

и др.